# 바바 오 럼
바바 오 럼(프랑스어: baba au rhum) 또는 럼 바바(rhum baba)는 작은 고체 효모 케이크이며 보통 럼주를 첨가해서 발효하고 휘핑 크림 등의 크림 따위로 채운다. 2인치 정도의 실린더에 넣어서 제공되는 후식이 가장 흔한 종류이만 더 크게 만들어서 번드 케이크(도넛 모양의 케이크 종류)로 만들어 먹기도 한다.